# Phi1 Cancri
Phi1 Cancri (22 Cancri) é uma estrela na direção da constelação de Cancer. Possui uma ascensão reta de 08h 26m 27.73s e uma declinação de +27° 53′ 37.9″. Sua magnitude aparente é igual a 5.58. Considerando sua distância de 398 anos-luz em relação à Terra, sua magnitude absoluta é igual a 0.15. Pertence à classe espectral K5III.